# Amlikon-Bissegg
Amlikon-Bissegg ist eine politische Gemeinde und eine Ortschaft im Bezirk Weinfelden des Kantons Thurgau in der Schweiz. Die Gemeinde entstand 1995 im Zuge der Thurgauer Gemeindereorganisation durch den Zusammenschluss der Munizipalgemeinde Amlikon mit den Ortsgemeinden Amlikon, Bissegg, Griesenberg und Strohwilen.

## Geografie

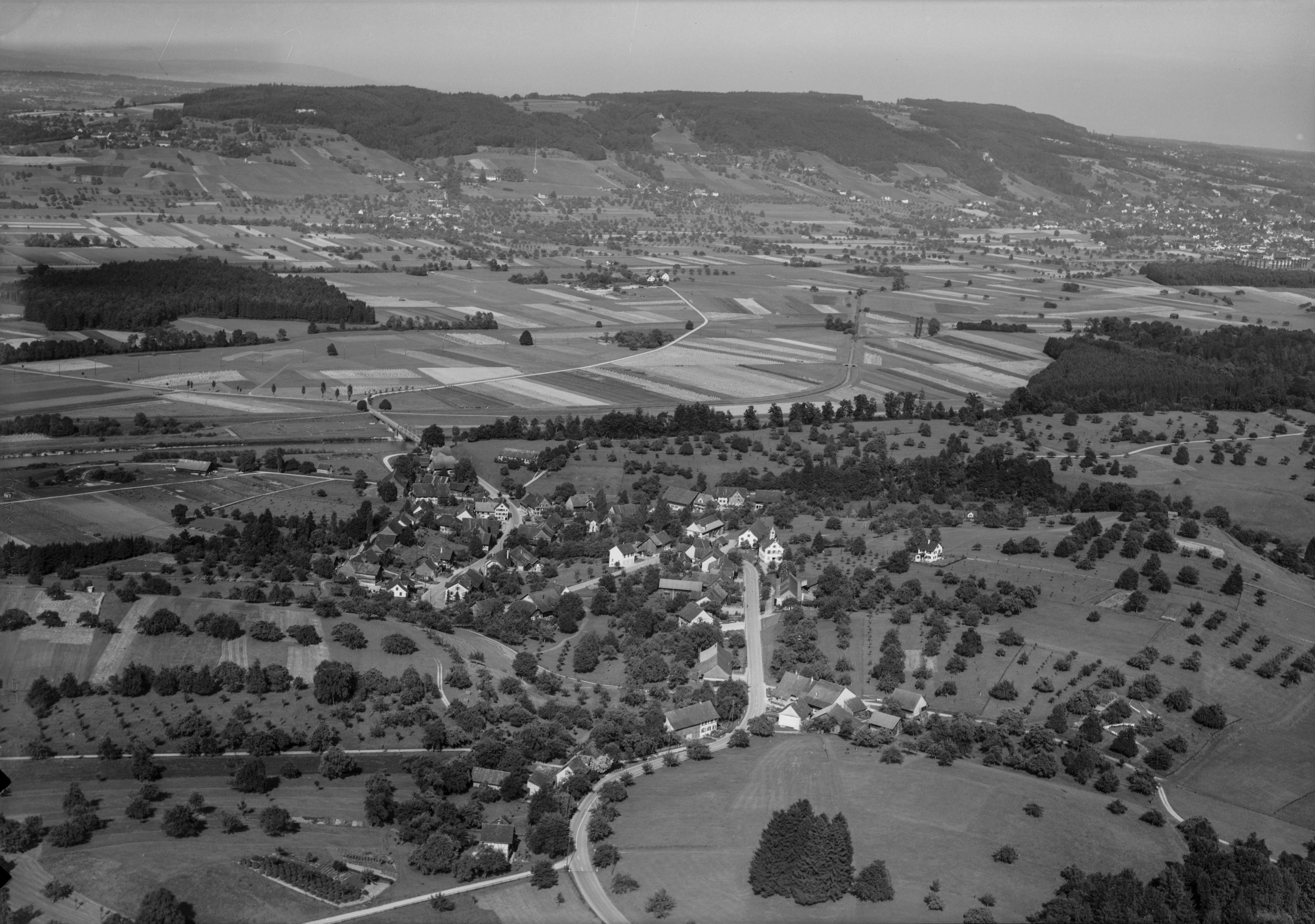
Amlikon mit Blick nach Nordosten auf den Ottenberg (Luftbild von 1954)

### Lage
Die ländlich geprägte Gemeinde liegt am östlichen Ausläufer des Wellenbergs und südlich der Thur, nur etwa 5 % liegen auf der gegenüberliegenden Flussseite. Die Landschaft ist im Norden geprägt von der alluvialen Thurebene, die teilweise für den Kiesabbau genutzt wird. Der südlichere Teil liegt in einer hügeligen Moränenlandschaft mit typischen Drumlins, zum Beispiel im Umfeld der Bissegg, in der ebenfalls Kies und auch Lehm abgebaut wird. Einige tief in die Grundmoräne, insbesondere östlich der Kantonsstrasse Märstetten–Wil, und das Molassegestein ungefähr westlich der Kantonsstrasse eingeschnittene Bachläufe entwässern das Gemeindegebiet nach Norden zur Thur hin. Das Griesenbergtobel ist das tiefste Tobel des Kantons. Über ein Dutzend Weiher und Teiche finden sich an verschiedenen Bächen. In der Gemeinde Amlikon-Bissegg liegt der Mittelpunkt des Kantons Thurgau auf der Rossweid zwischen Bissegg und Hünikon.
Der tiefste Punkt der Gemeinde liegt an der Thur beim Zollhaus mit 406.2 m ü. M., während der Dreigemeindestein Amlikon-Bissegg/Hüttlingen/Thundorf in der Nähe von Märwiile der höchste Punkt auf 660,9 m ü. M. ist.

### Gemeindegliederung
Die Gemeinde Amlikon-Bissegg besteht aus dem Pfarrdorf Leutmerken, den elf Ortschaften Amlikon, Bänikon, Bissegg-Junkholz, Fimmelsberg, Griesenberg, Holzhäusern, Hub-Vogelsang, Hünikon, Maltbach, Strohwilen und Wolfikon sowie einigen Weilern, wie Tümpfel, Eutenberg, Kreuz, Hofen und Einzelgehöften, zum Beispiel „Holzhof“, „Neuhof“, „Ziegelhütten“ und „Altenburg“.

## Geschichte
→ siehe Abschnitte Geschichte in den Artikeln Amlikon, Bissegg, Griesenberg, Leutmerken und Strohwilen

## Wappen

Amlikon

Bissegg

Griesenberg

Strohwilen

Amlikon-Bissegg

Blasonierung: Schräg geteilt von Gelb mit schwarzem Bärenkopf und von Blau mit gelbem Schiff, pfahlweise überdeckt von zwei gelben Rudern, alles überdeckt von rot-weiss geteiltem Schrägbalken.
Das Schiff erinnert an die frühere Thurfähre in Amlikon, der Bärenkopf an die früheren Beziehungen des Gebiets um Bissegg zum Kloster St. Gallen. Die Farben Gelb und Blau gehen auf das Wappen der Herren von Griesenberg zurück, die Farben Weiss und Rot auf die Abtei Reichenau, die im Gebiet von Strohwilen Lehen vergab.
Das Wappen von Amlikon-Bissegg entstand durch Kombination von Elementen aus den Wappen der ehemaligen Ortsgemeinden Amlikon und  Bissegg, die der neuen Gemeinde den Namen gaben. Griesenberg und Strohwilen sind durch ihre Farben vertreten.
2003 bewilligte die Gemeindeversammlung das neue Wappen.

## Bevölkerung
| Hier fehlt eine Grafik, die im Moment aus technischen Gründen nicht angezeigt werden kann. Wir arbeiten daran! |

|                           | 1850 | 1900 | 1960 | 1970 | 1990 | 2000 | 2010 | 2018 | 2023 |
| ------------------------- | ---- | ---- | ---- | ---- | ---- | ---- | ---- | ---- | ---- |
| Gemeinde Amlikon-Bissegg  |      |      |      |      |      | 1199 | 1259 | 1341 | 1369 |
| Munizipalgemeinde Amlikon | 1181 | 1097 | 1033 | 990  | 963  |      |      |      |      |

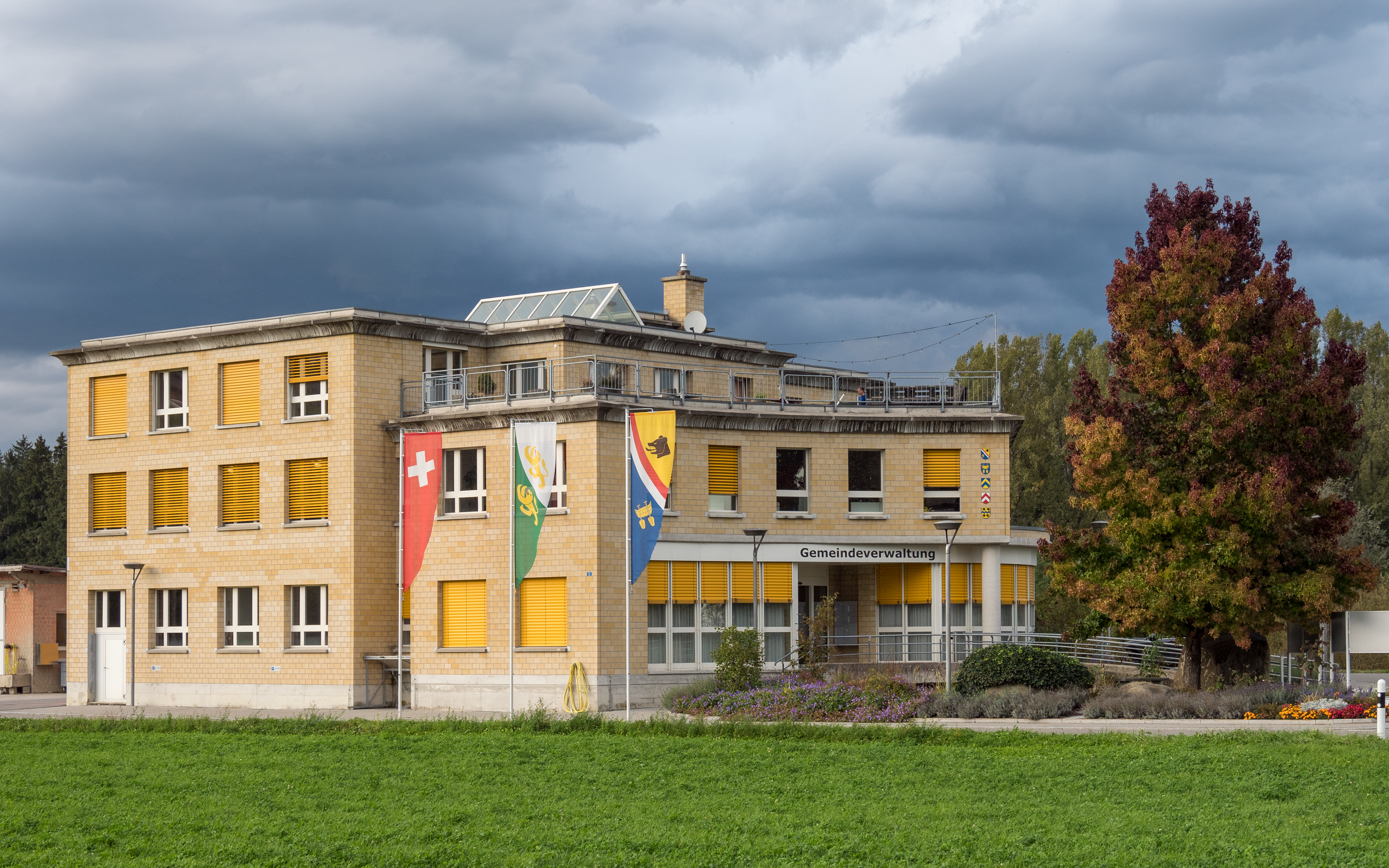
Gemeindeverwaltung Amlikon-Bissegg

Von den insgesamt 1369 Einwohnern der Gemeinde Amlikon-Bissegg am 31. Dezember 2023 waren 155 bzw. 11,3 % ausländische Staatsbürger. 525 (38,3 %) waren evangelisch-reformiert und 305 (22,3 %) römisch-katholisch.
Die Ortschaft Amlikon-Bissegg zählte zum selben Zeitpunkt 1473 Einwohner. Davon gehörten 104 (u. a. Maltbach) zur Gemeinde Affeltrangen.

## Verkehr
Durch Amlikon und Bissegg führt die Hauptstrasse 16. Amlikon ist 3 Kilometer von Märstetten entfernt, das einen Bahnhof an der Bahnstrecke Winterthur–Romanshorn verfügt. Die Gemeinde selbst wird von der Postautolinie Frauenfeld–Thundorf TG–Weinfelden erschlossen.
Zudem wird seit 1963 im Thurvorland der Flugplatz Amlikon betrieben.

## Wirtschaft
Im Jahr 2016 bot Amlikon-Bissegg 376 Personen Arbeit (umgerechnet auf Vollzeitstellen). Davon waren 27,6 % in der Land- und Forstwirtschaft, auf zwei Rebflächen mit etwa 2,1 und 1,2 Hektar werden Trauben für weißen und roten «Amliker» erzeugt, 33,0 % in Industrie, Gewerbe und Bau sowie 39,4 % im Dienstleistungssektor tätig.

## Sehenswürdigkeiten

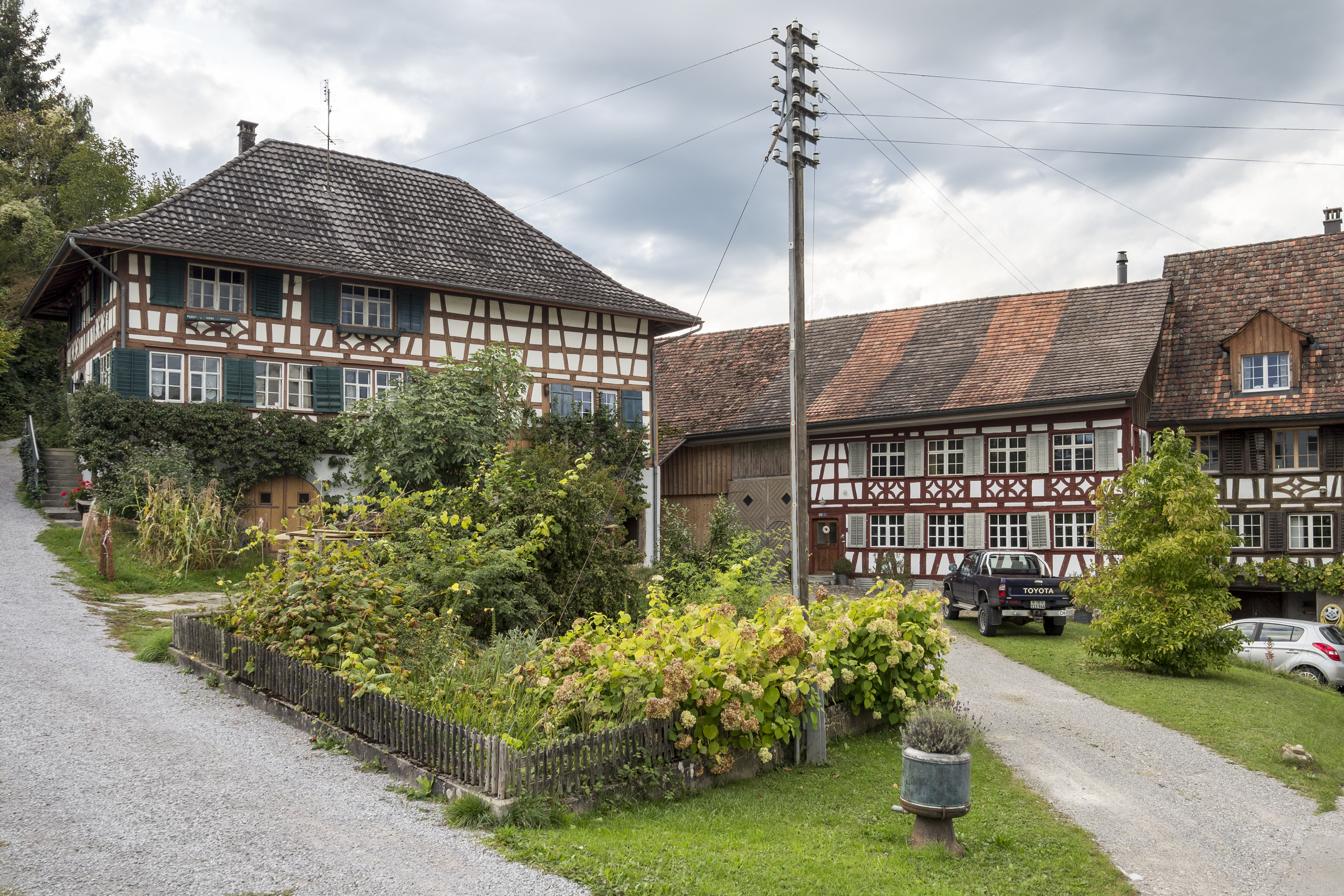
Klösterli 1, 3 & 5 in Amlikon

Amlikon verfügt über einen Dorfplatz mit malerischen Fachwerkbauten. Griesenberg und der Weiler Leutmerken sind im Inventar der schützenswerten Ortsbilder der Schweiz aufgeführt.
→ Siehe auch Abschnitte Sehenswürdigkeiten in den Artikeln Amlikon, Bissegg, Griesenberg und Leutmerken

→ siehe auch Liste der Kulturgüter in Amlikon-Bissegg

## Persönlichkeiten
→ siehe Abschnitte Persönlichkeiten in den Artikeln Bissegg und Griesenberg